# أستانا (سراوق)
أستانا (بالملايوية : أستانا ساراواك) هو قصر في كوتشينغ، سراوق في ماليزيا، على الضفة الشمالية لنهر سراوق، مقابل الواجهة البحرية لكوتشينغ. وهو المقر الرسمي لحاكم سراوق. الاسم هو أحد أشكال كلمة "istana" والتي تعني "القصر". بنى في عام 1870 من قبل الراجا الأبيض الثاني، تشارلز بروك، كهدية زفاف لزوجته، مارغريت بروك. القصر ليس مفتوحًا للجمهور عادةً، على الرغم من أن الحدائق ذات المناظر الطبيعية مفتوحة للجمهور، والتي يمكن الوصول إليها عن طريق رحلة بالقارب عبر نهر سراوق. وهو جزء من مسار تراث كوتشينغ.